# Mantra

Representación escritural del mantra Om = A+U+M ; sílaba se considera un mantra principal en el hinduismo, especialmente el Vedanta.

Un mantra (मन्त्र en alfabeto devanagari) es una palabra sánscrita que se refiere a sonidos (emitidos como sílabas, palabras, fonemas o grupos de palabras) que, según algunas creencias, tienen algún poder psicológico o espiritual. Los mantras pueden tener o no significado literal o sintáctico.
El término mantra proviene de man- (‘mente’ en sánscrito) y el sufijo instrumental -tra, podría traducirse literalmente como ‘instrumento mental’. Se utiliza ante todo para designar las fórmulas en verso y en prosa que se pronuncian durante las ceremonias litúrgicas; esto no debe sorprender, si se considera que precisamente es en los rituales  donde los gestos, palabras y pensamientos adquieren su máxima eficacia.
Al recitado y/o canto de un mantra, además de considerarse un método de meditación y/o alabanza, se le suele también asignar una función como herramienta espiritual para obtener un beneficio en particular; sin embargo se indica que no se obtendrá este último efecto solo con el puro hecho de la repetición del mantra, si al realizarlo no se considera y medita sobre el significado profundo de las palabras y/o sonidos y vibraciones que forman el mantra en particular.
Ya en los textos zoroastristas aparece la expresión haiθīm mathrem (Yasna 31.6), que está relacionada con la expresión sánscrita satia mantram.[cita requerida]

## En el hinduismo

El mantra om mani padme hum escrito en tibetano.

La primera aparición de la palabra mantra se encuentra en el Rigveda (el texto más antiguo de la India, de mediados del II milenio a. C.). Allí significaba ―como ‘instrumento del pensamiento’― ‘oración, ruego, himno de adoración, palabra aplastante, canción’.

## En el budismo
En el budismo tibetano, se considera que cada mantra corresponde a un cierto aspecto de la iluminación. Se recita para identificarse con ese aspecto de la mente iluminada.
Por ejemplo, el conocido om mani padme hum corresponde a la compasión. Se traduce: ‘¡Oh, joya en el loto!’, siendo originalmente el célebre mantra om el símbolo sonoro correspondiente al Brahman, aunque tal mantra pasó a ser parte de una célebre frase budista.
Según la tradición budista pollivetana, un mantra no tiene efecto completo si la práctica de su recitación no es autorizada por un maestro (lama en tibetano, gurú en sánscrito), respaldado a su vez por un linaje de maestros que, en el caso del budismo, supuestamente se remonta hasta el propio Buda.
Según los budistas tibetanos, además de recitarse, un mantra se puede dejar escrito o hacer ondear con banderas, en la creencia de que produce el mismo beneficio espiritual que si se pronunciara.

## Canciones de mantras
Las canciones de mantras, en ocasiones expresadas como música vocal, forman parte de la música budista. Algunas canciones budistas populares contienen únicamente los mantras en sus letras.
Cuando una canción contiene un mantra corto, como Om, de una sola sílaba, u Om Mani Padme Hum, de seis sílabas, se repite el mantra numerosas veces en la canción. Cuando se trata de un mantra largo, como el Nilakantha Dharani (Mantra de la Gran Compasión), se repite sólo una o dos veces en la canción, porque el mantra es suficientemente largo para constituir las letras de una canción de varios minutos de duración.
Se conoce como bhajans a los mantras cantados en forma de canción (a diferencia del mantra que se repite de manera recitada).

## Mantra como técnica de meditación
La repetición de mantras es una técnica de meditación en el yoga y el budismo. Una técnica de meditación con mantra muy popular es la meditación transcendental, considerada como una de las técnicas de meditación con más practicantes y con más investigaciones científicas realizadas sobre la misma.
El proceso de repetir mentalmente un mantra se llama japa en sánscrito. Repetir el mantra y tratar de enfocar la atención en él, ayuda a reducir y hasta eventualmente eliminar por completo, o casi por completo, los pensamientos que surgen constantemente en la mente, para lograr un estado de serenidad y claridad mental.
Hay varias técnicas que facilitan la concentración en el mantra durante la meditación. Rolf Sovik dice que el uso de un rosario o mala de 108 cuentas para contar el número de repeticiones puede ser útil para mejorar la concentración.  También sugiere entretejer el sonido de un mantra con el siguiente, para crear un flujo ininterrumpido de sonidos, eliminando el espacio entre las repeticiones.
Yuan Yu Liao dice que para mejorar la concentración con el mantra es necesario coordinar la repetición del mantra con la respiración.  Hay varios niveles de técnicas para la coordinación del mantra con la respiración, desde el más básico hasta el más avanzado, como, por ejemplo, iniciar la pronunciación del mantra justamente al empezar la exhalación, continuar el sonido prolongado a lo largo de la exhalación, y terminar el sonido justamente al finalizar la exhalación. 

## En psicología
En la psicología, el término «mantra» se utiliza como figura retórica que se repite para reforzar un pensamiento, reafirmando su significado con las repeticiones. [cita requerida]

## Algunos mantras conocidos
- Om mani padme hum
- el mantra Hare Krisna (dedicado al dios Krisná, Rama y Jari; más tarde se lo interpretó como adorando únicamente a Krisná ―y Rama sería un apócope de Radha Ramana (Krisná, el placer de Radha)― y a su consorte Hare (Radha):

hare krisna, hare krisna, / krisná krisná, hare hare
hare rama, hare rama / rama rama, hare hare
- om namah shiva(ya) (dedicado al dios Shivá).
- om namo naraianaia (Visnú).
- om namo bhagavate vasudevaya (Vasudeva).
- om sri ramaya namah (Rama).
- om sri durgayai namah (Durga).
- om sri majá ganapataie (dios elefante Ganesha).
- om sri majá laksmiai namah (diosa Laksmí).
- om sri janumate namah (dios mono Jánuman).
- om aim sárasuatiai namah (Sárasuati, diosa del conocimiento).
- om tare tuttare ture sojá (Tara, diosa budista).
- majá mritiun yaia
- mantra Gáiatri
- gate gate paragate parasangate bodhi suajá (mantra del Sutra del Corazón en el Pragña-paramita-sutra).
- Nam Myōhō Renge Kyō, el cual se refiere a la ley fundamental de la causa y el efecto ("Nam" o "Name": Devoción; "Myōhō": Vida; "Renge": Ley de Causa Y Efecto, aunque literalmente significa: Flor de Loto; "Kyō": Místico o Mística; en conclusión: Devociono mi vida a la ley mística de la Causa Y el Efecto). Su versión en sánscrito Namas Saddharma Pundarika Sutra, cuya traducción del sánscrito es: "Consagración a la flor blanca del loto del tratado de la vía maravillosa"